# آدنوماتوئید ادنتوژنیک تومور
آدنوماتوئید ادنتوژنیک تومور (به انگلیسی: Adenomatoid odontogenic tumor) در درسته تومورهای ادنتوژنیک قرار دارد و منشأ آن بقایای تیغه دندانی و ارگان مینایی می‌باشد. در سنین پایین، جنس مؤنث و قدام ماگزیلا شایع تر است ولی در کل شیوع کمی دارد.

## ارائه و تشخیص
رشد بسیار آهسته‌ای دارد. گاهی در این تومور مواد دنتوئید و به ندرت ماتریکس مینایی تولید می‌شود. از نظر کلینیکی بدون علامت می‌باشد یا اتساع بدون درد نشان می‌دهد. در نمای رادیوگرافی ۷۵% موارد رادیولوسنسی تک حفره‌ای پیرامون تاج دندان دیده می‌شود که گاهی به سمت اپیکال ریشه گسترش می‌یابد و از اتصال سمان- مینایی می‌گذرد که نوع فولیکولار نامیده می‌شود.
دو سوم موارد با دندان نهفته (معملا کانین) مرتبط است.
تفاوت آن با کیست دنتی ژروس این است که این تومور گسترش اپیکالی فراتر از اتصال سمان-مینایی دارد.
بسیاری مواقع اشتباها کیست تشخیص داده می‌شود.

## تداوي.
انوکلیشن